# Aeroportul Armando Schwarck
Aeroportul Armando Schwarck (IATA: LPJ, ICAO: SVAS) este un aeroport din Bolívar, Venezuela.
Situat la o altitudine de 84 m, aeroportul dispune de o singură pistă.